# 胡拉勒自治市
胡拉勒自治市（英语：Municipality of Woollahra）是澳大利亞雪梨大都會內東部的一個地方政府。

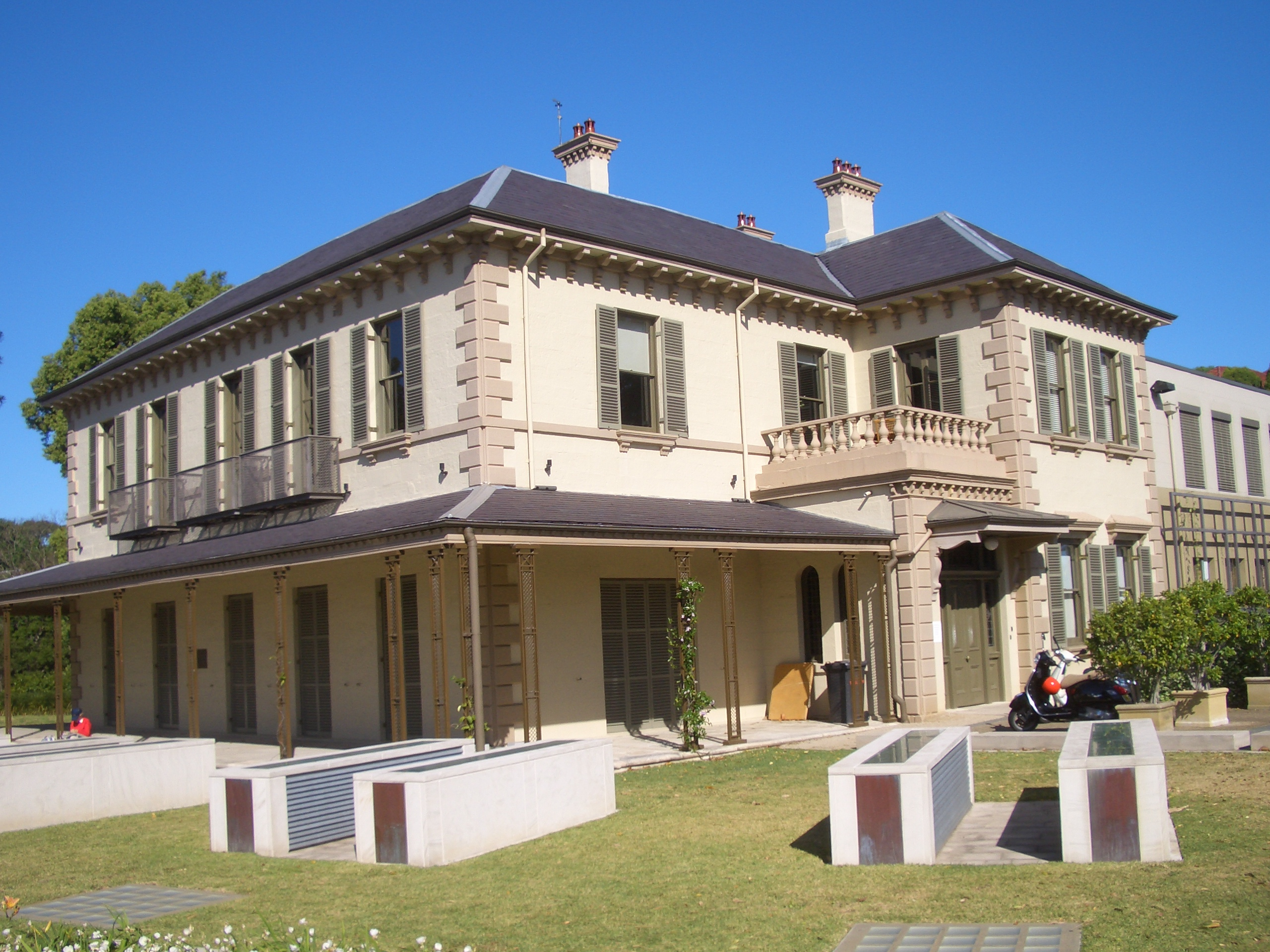
胡拉勒市政廳

## 沿革
1788年，歐洲移民遷進雪梨以後，有一支探勘隊前往胡拉勒的南部勘察，其中或許有原住民擔任嚮導。這一條勘察路線，後來開闢為老南頭路（Old South Head Road）。1790年，當地建立起一座驛站。胡拉勒爾後於1860年成為自治市；1968年轄境擴大。自1895年至1948年間，地方政府所轄的一部份政區獲獨立升格為「沃克呂茲自治市」（Vaucluse Municipality）。雪梨地區有相當多數的猶太裔人聚居於此，他們早期分別是來自於俄羅斯、南非、以色列、德國、波蘭和匈牙利的猶太人。2010年，當地有位老人－Don Ritchie因50年來駐守於當地懸崖邊，成功勸導160位人士打消輕生的念頭而獲得胡拉勒市府表揚。

## 議會
胡拉勒自治市議會有議席15座，全市分5選區，各區選出議員3名代表市民和納稅人問政；市長非直選。

## 外部連結
- 胡拉勒自治市政府官方網站 （页面存档备份，存于）
- 2001年人口調查 （页面存档备份，存于）

33°53′S 151°15′E / 33.883°S 151.250°E